# Brooklynské muzeum
Brooklynské muzeum (anglicky Brooklyn Museum) je muzeum umění v New Yorku v části Brooklyn. Na ploše 560 000 metrů čtverečních je muzeum v New Yorku druhé největší se sbírkou 1,5 milionu uměleckých prací.

## Sbírky

### Americké sbírky

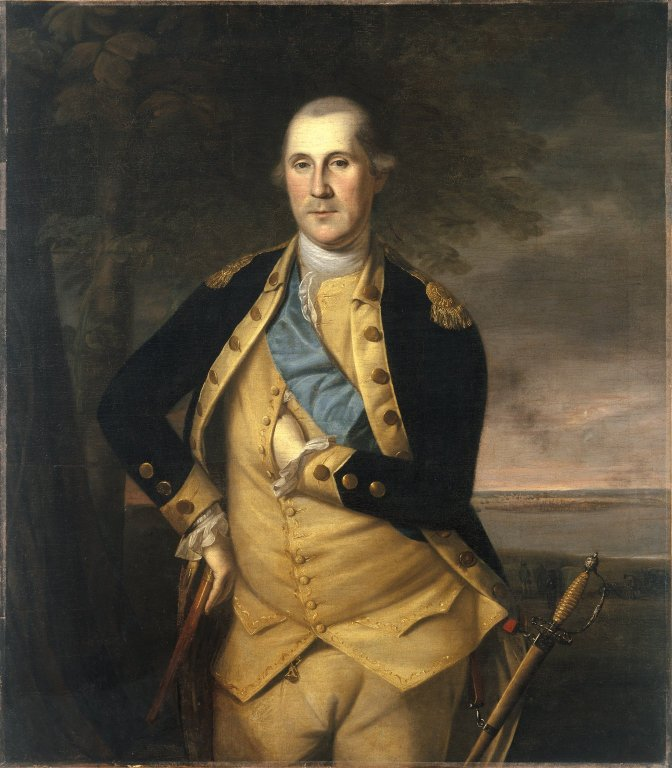
Charles Wilson Peale, George Washington, c. 1776
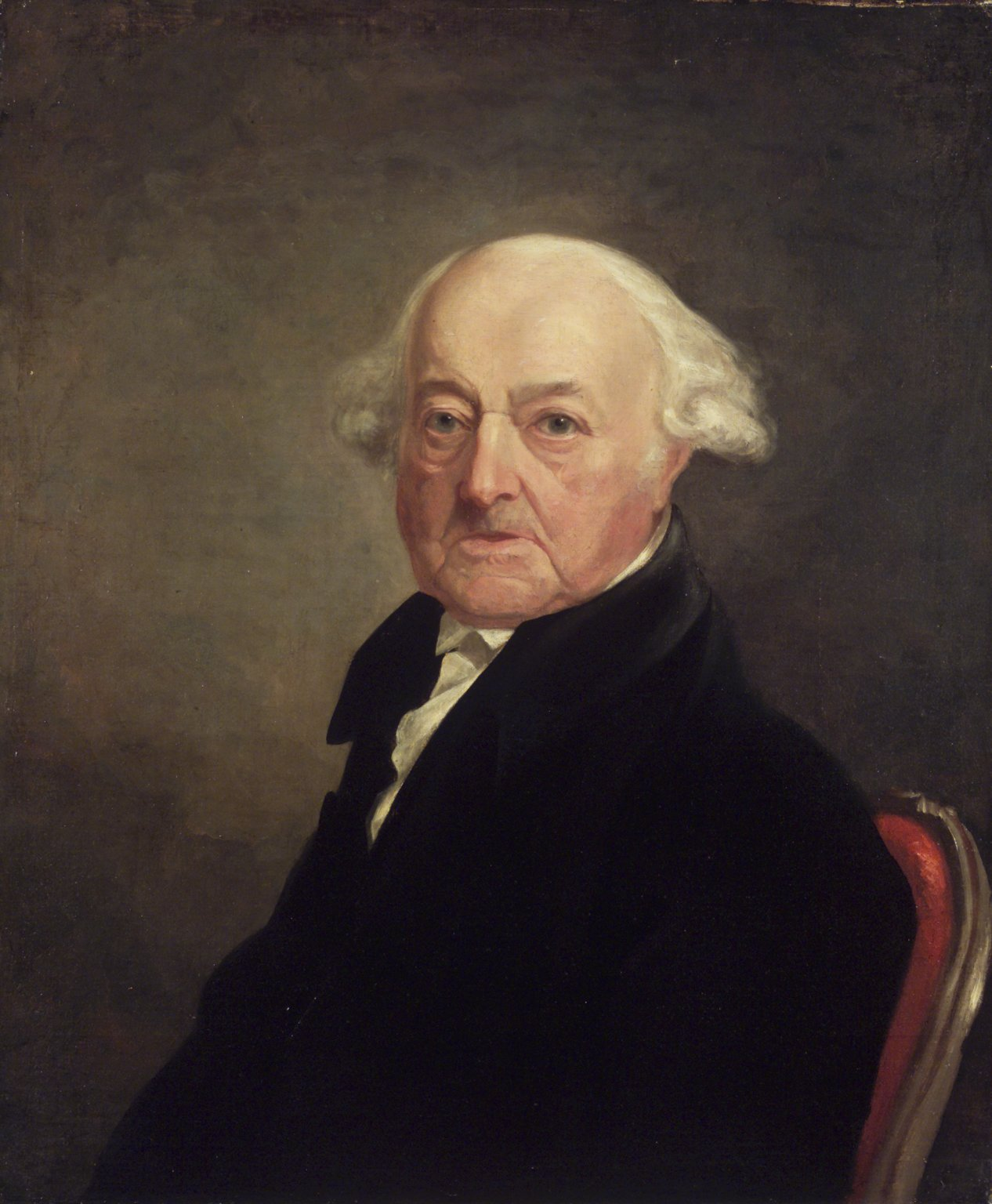
Samuel Morse, Portrait of John Adams, 1816
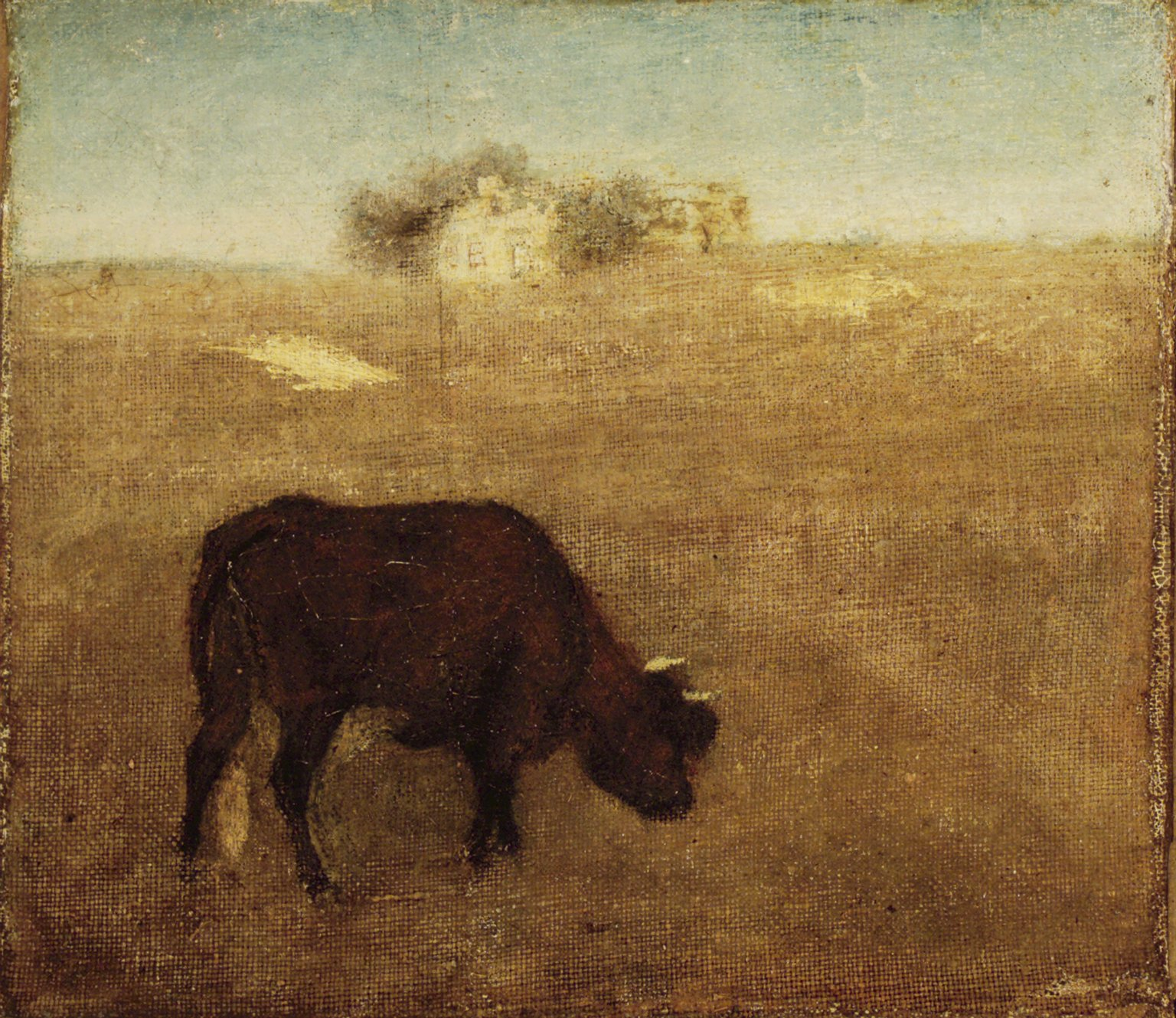
Albert Pinkham Ryder, Evening Glow The Old Red Cow, 1870–1875
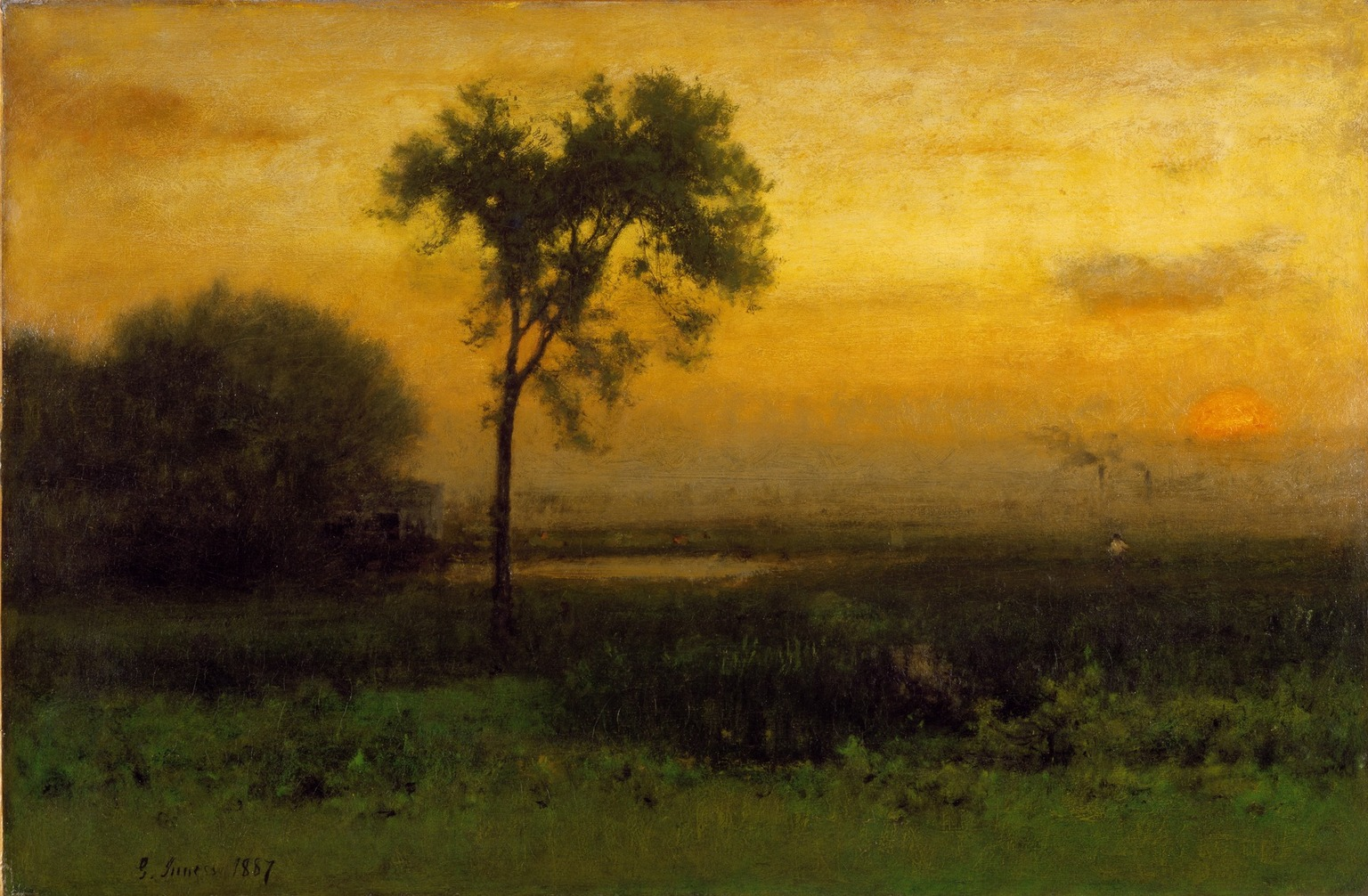
George Inness, Sunrise, 1887
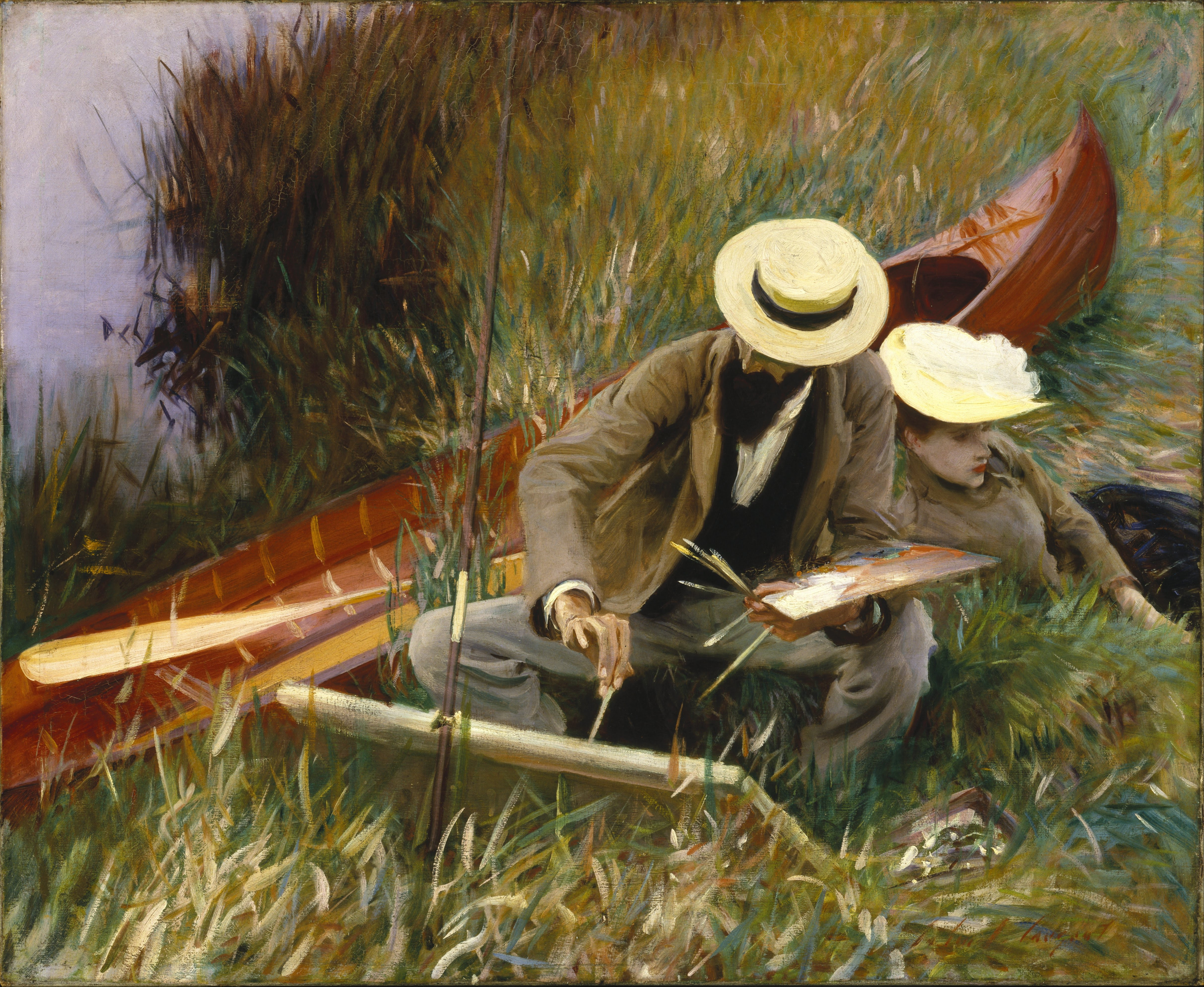
John Singer Sargent, Paul César Helleu Sketching with His Wife, 1889
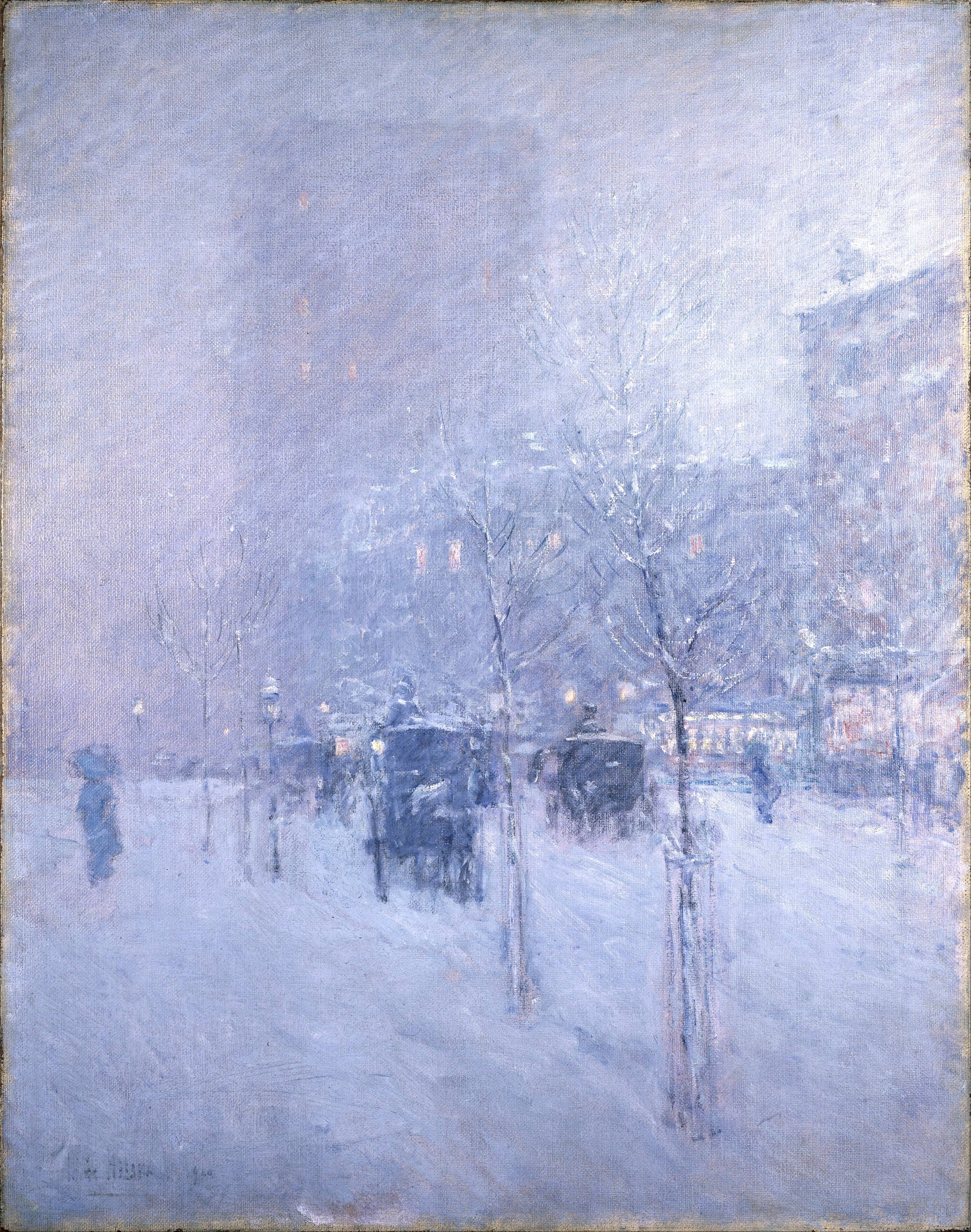
Childe Hassam, Late Afternoon, New York, Winter, c. 1900
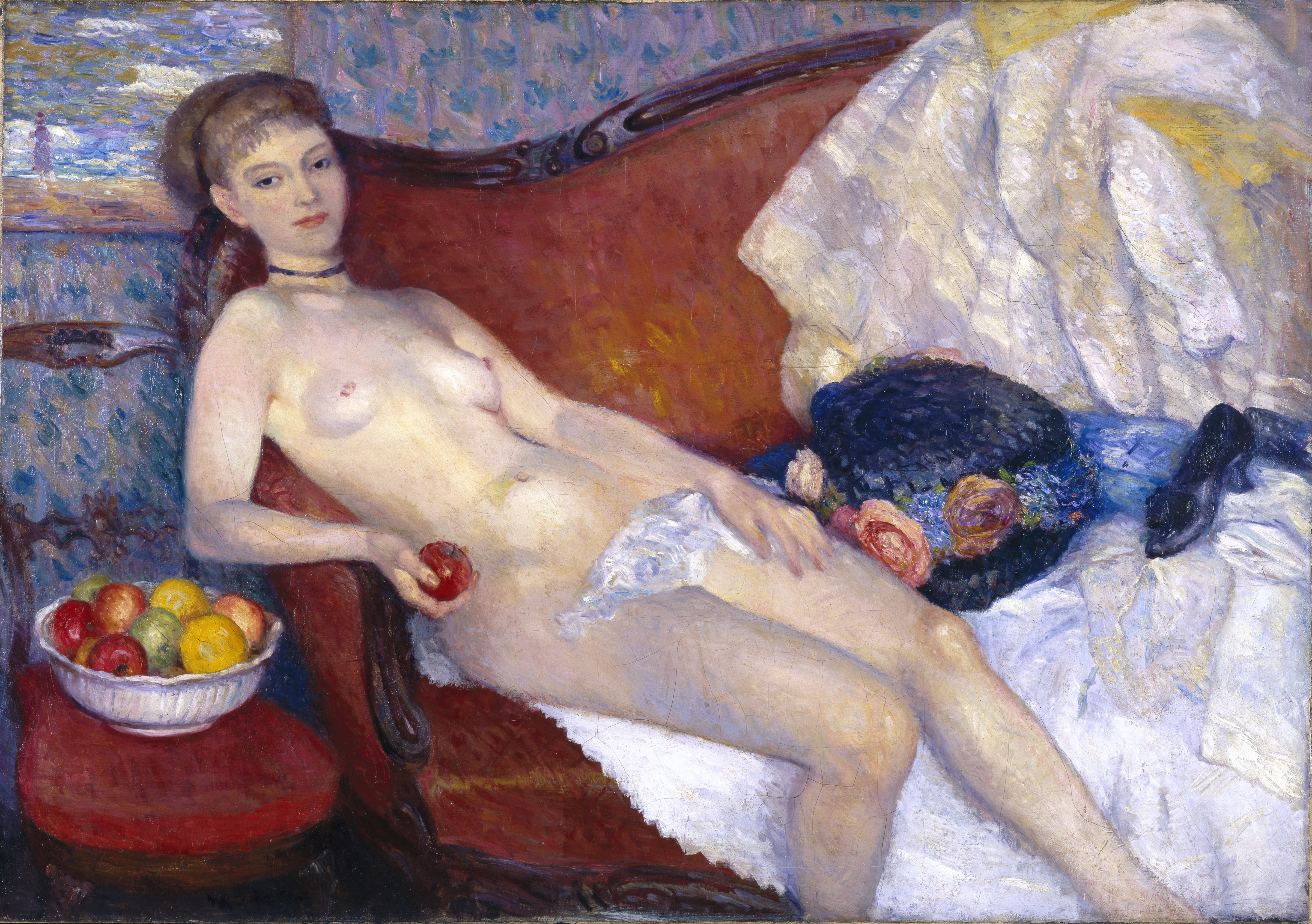
William Glackens, Nude with Apple, 1909–1910
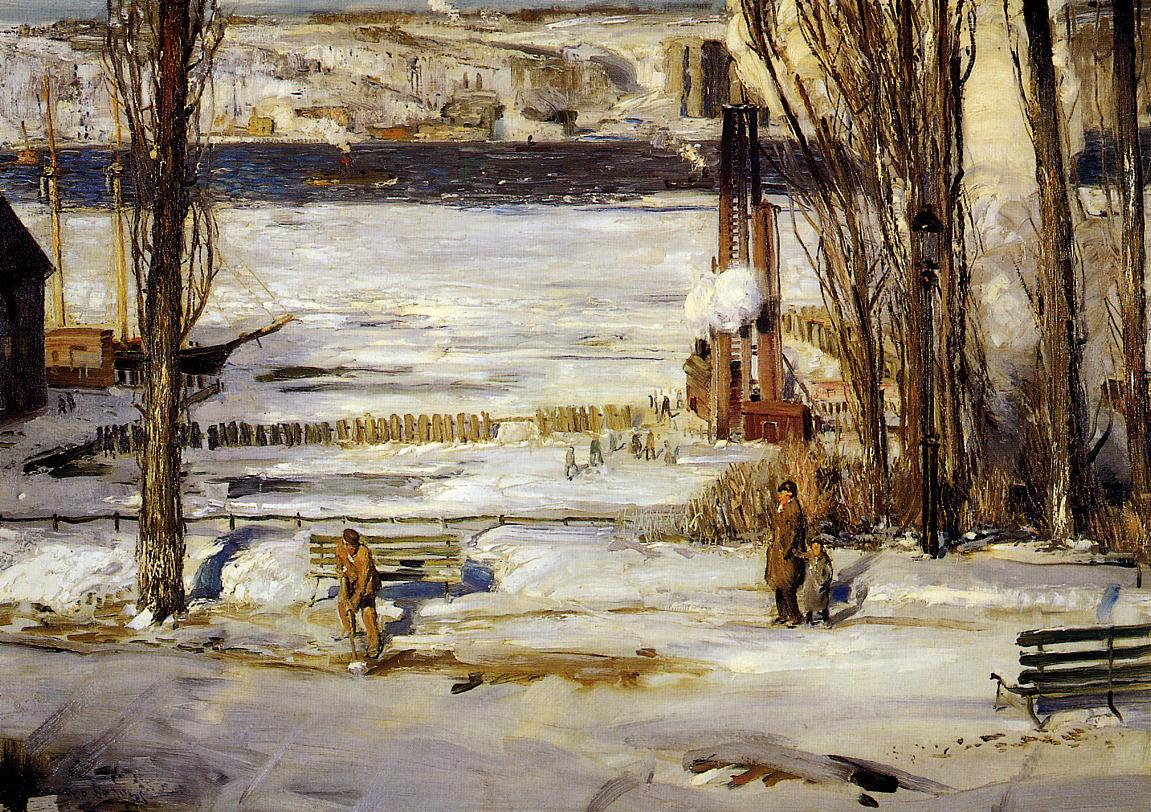
George Bellows, A Morning Snow--Hudson River, 1910
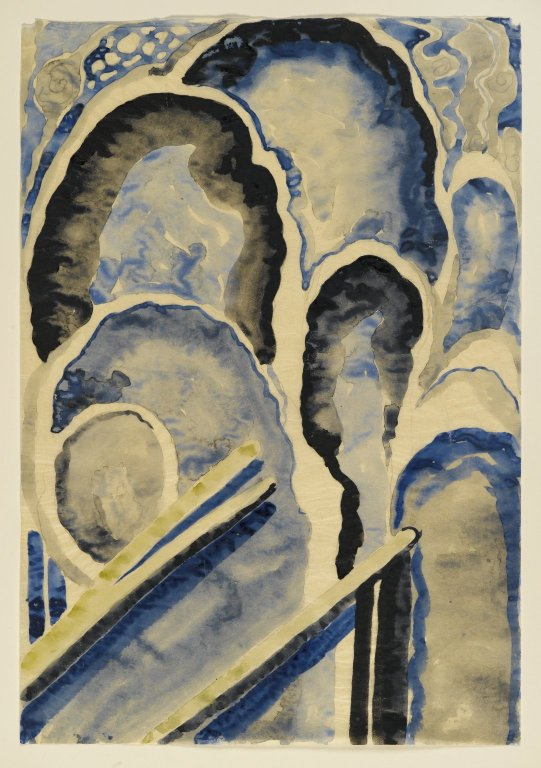
Georgia O'Keeffe, Blue 1, 1916
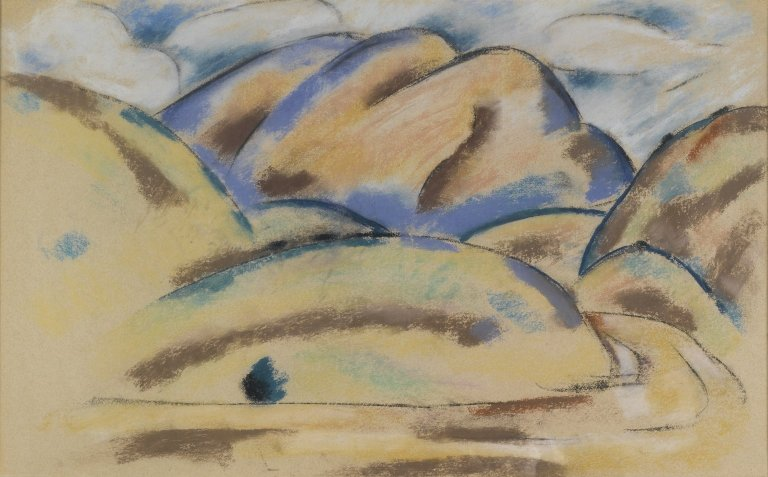
Marsden Hartley, Landscape, New Mexico, 1916–1920

### Evropské sbírky

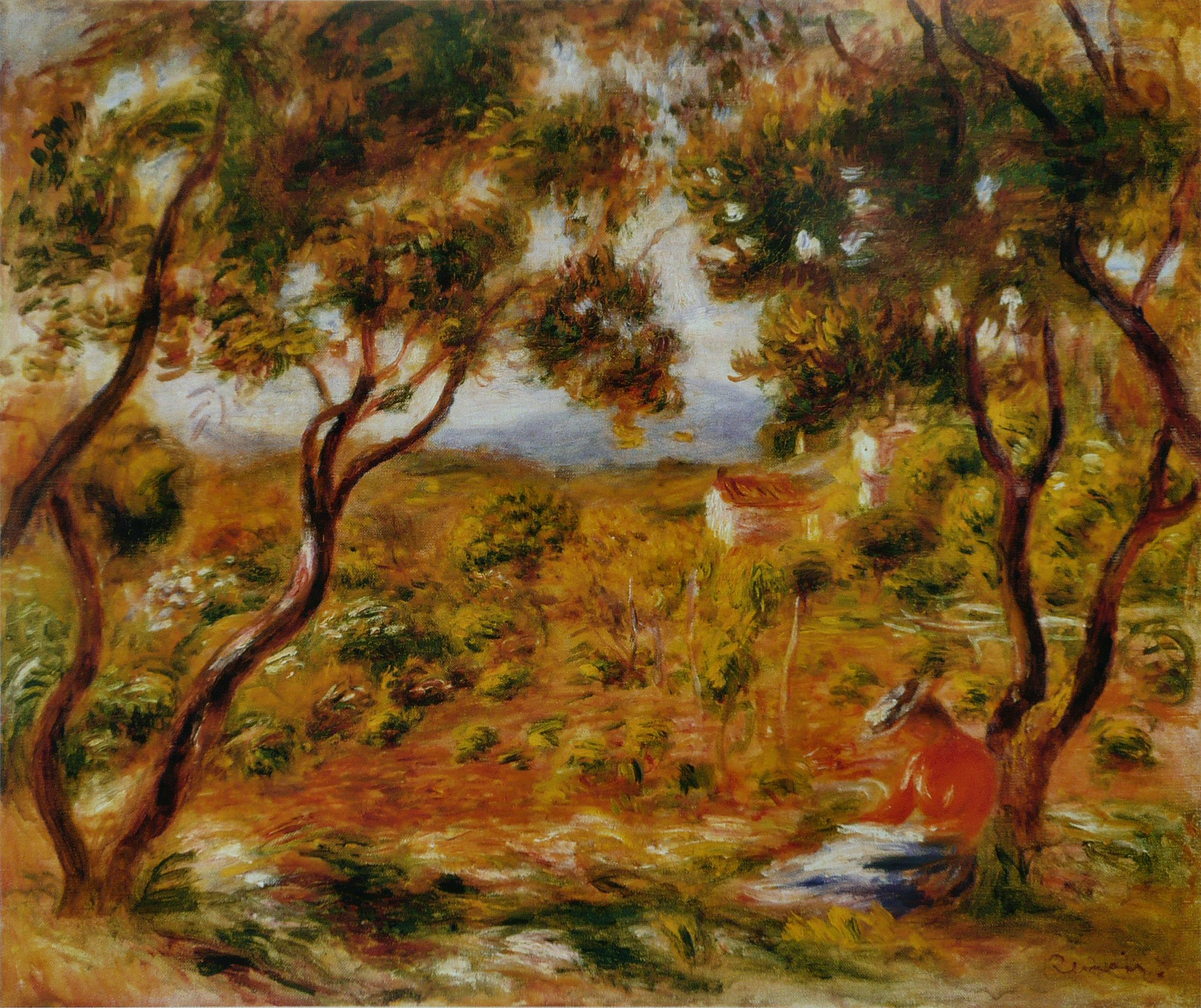
Pierre-Auguste Renoir, Les Vignes à Cagnes, 1908
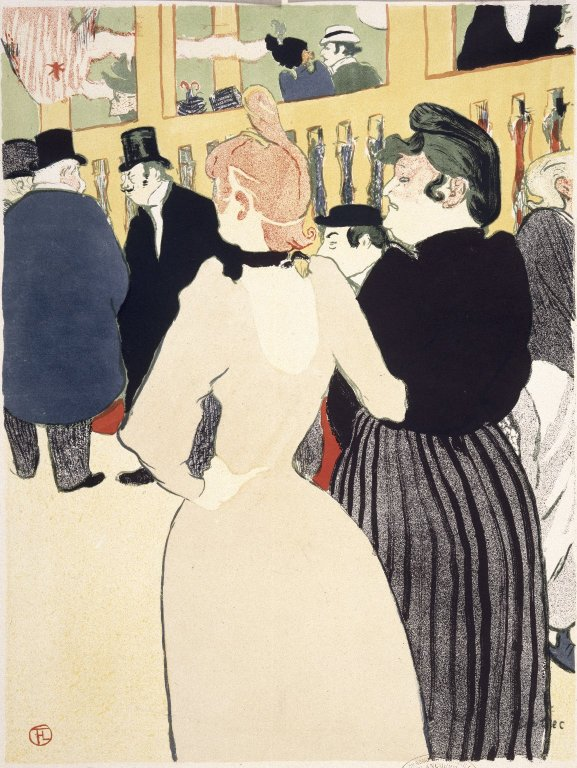
Henri de Toulouse-Lautrec, At the Moulin Rouge (Au Moulin Rouge), c. 1892
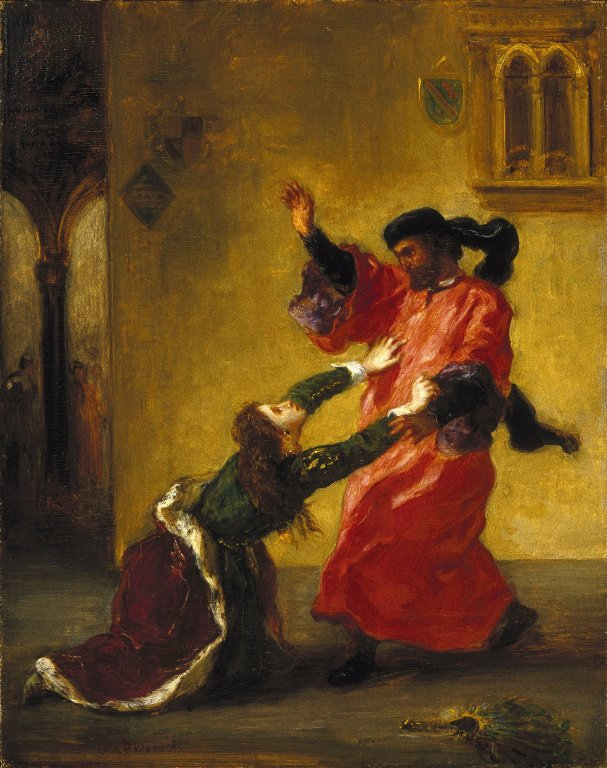
Eugène Delacroix, Desdemona Cursed by her Father (Desdemona maudite par son père), c. 1850–1854
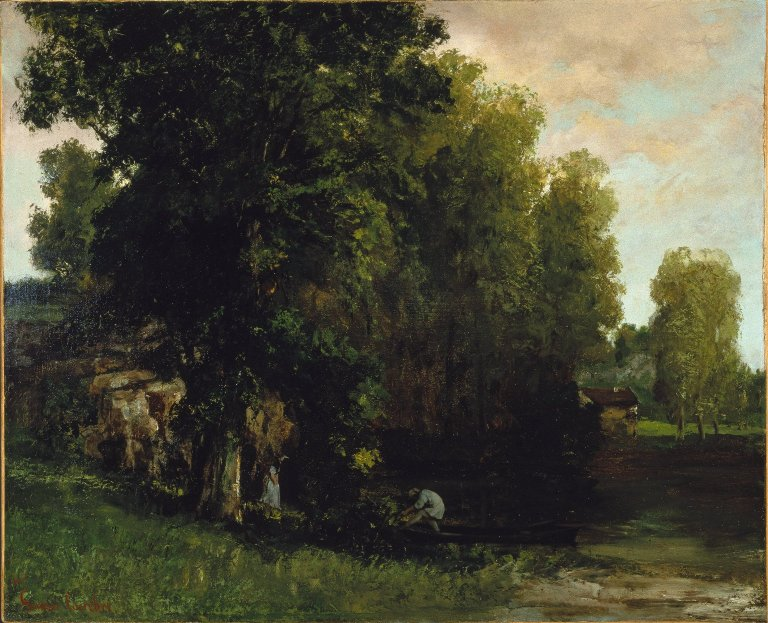
Gustave Courbet, The Edge of the Pool, 1867
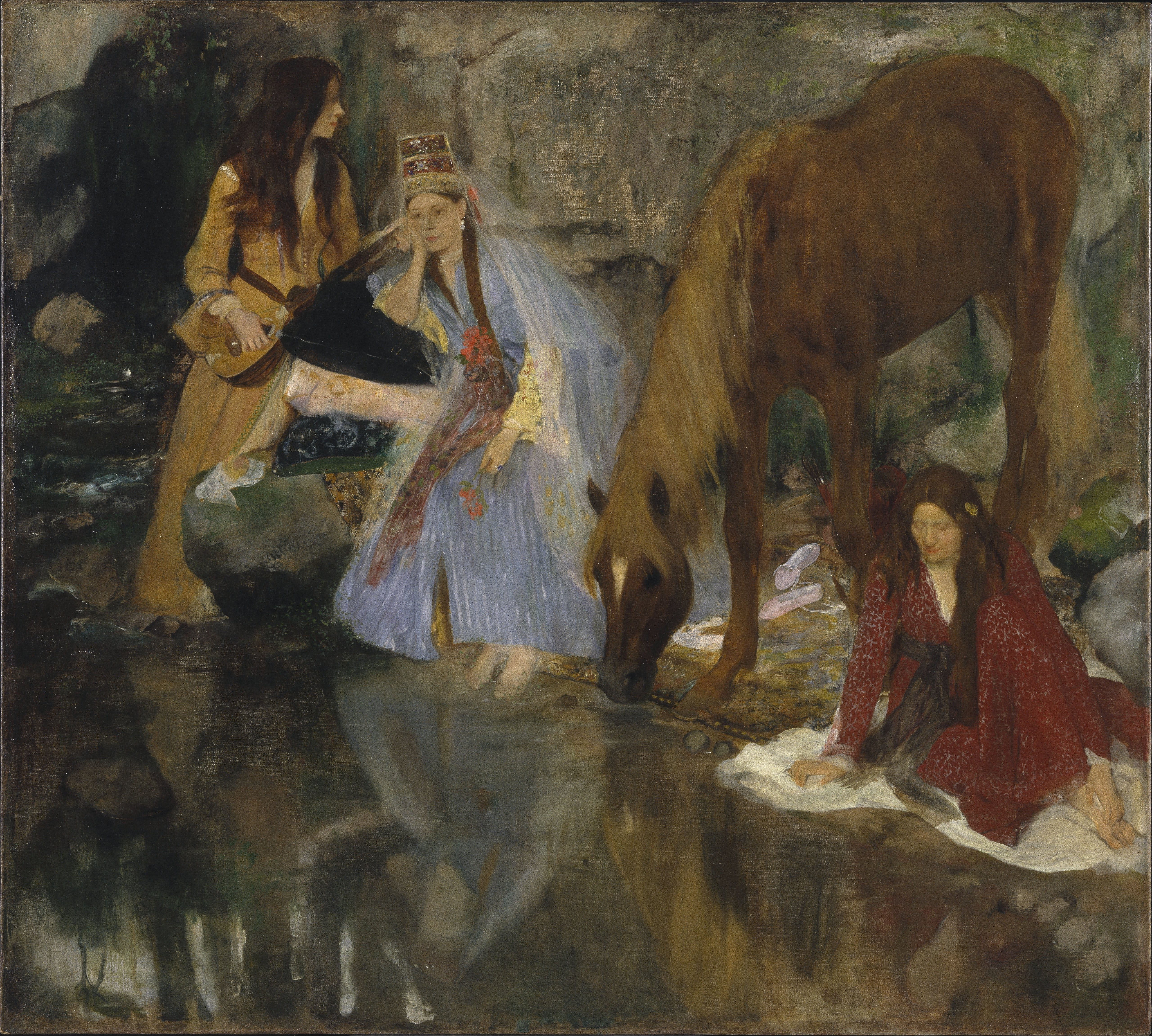
Edgar Degas, Portrait de Mlle Eugénie Fiocre, 1867–1868
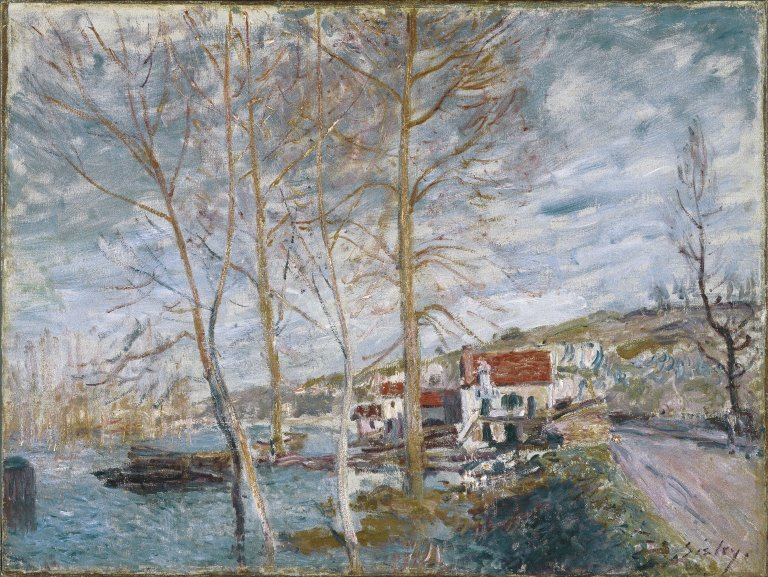
Alfred Sisley, Flood at Moret (Inondation à Moret), 1879
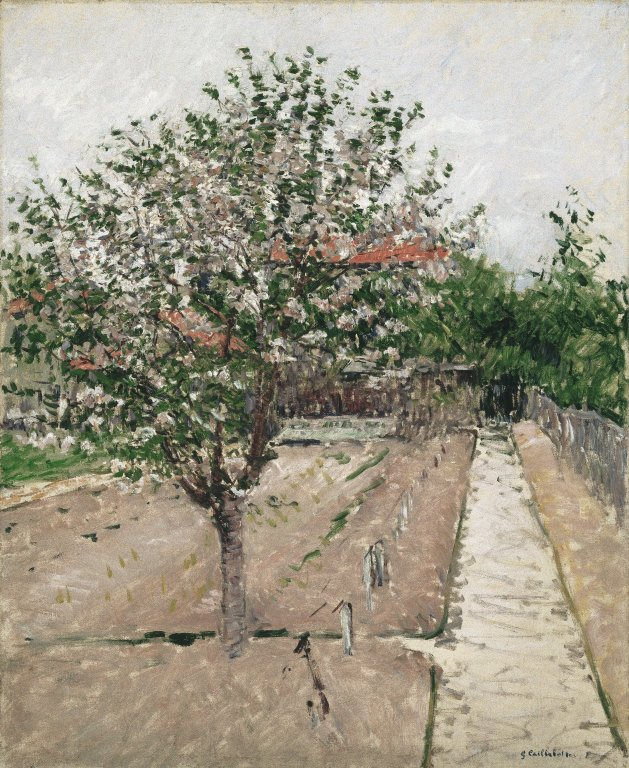
Gustave Caillebotte, Apple Tree in Bloom (Pommier en fleurs), c. 1885
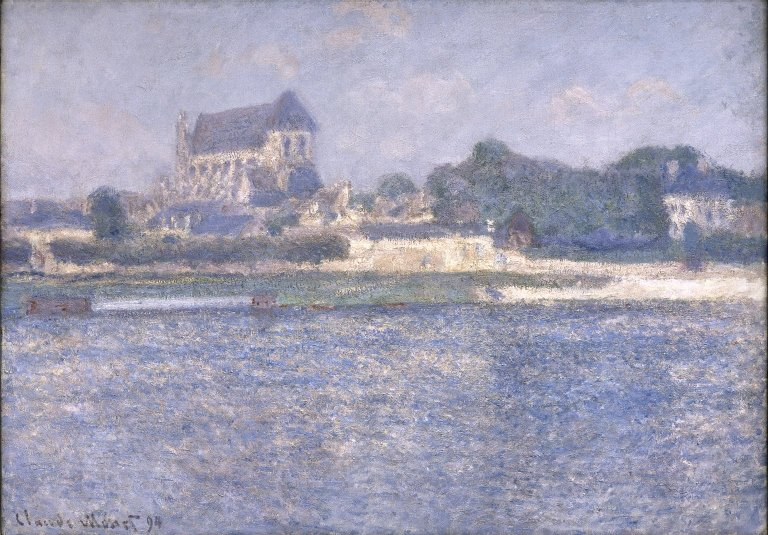
Claude Monet, The Church at Vernon, 1894
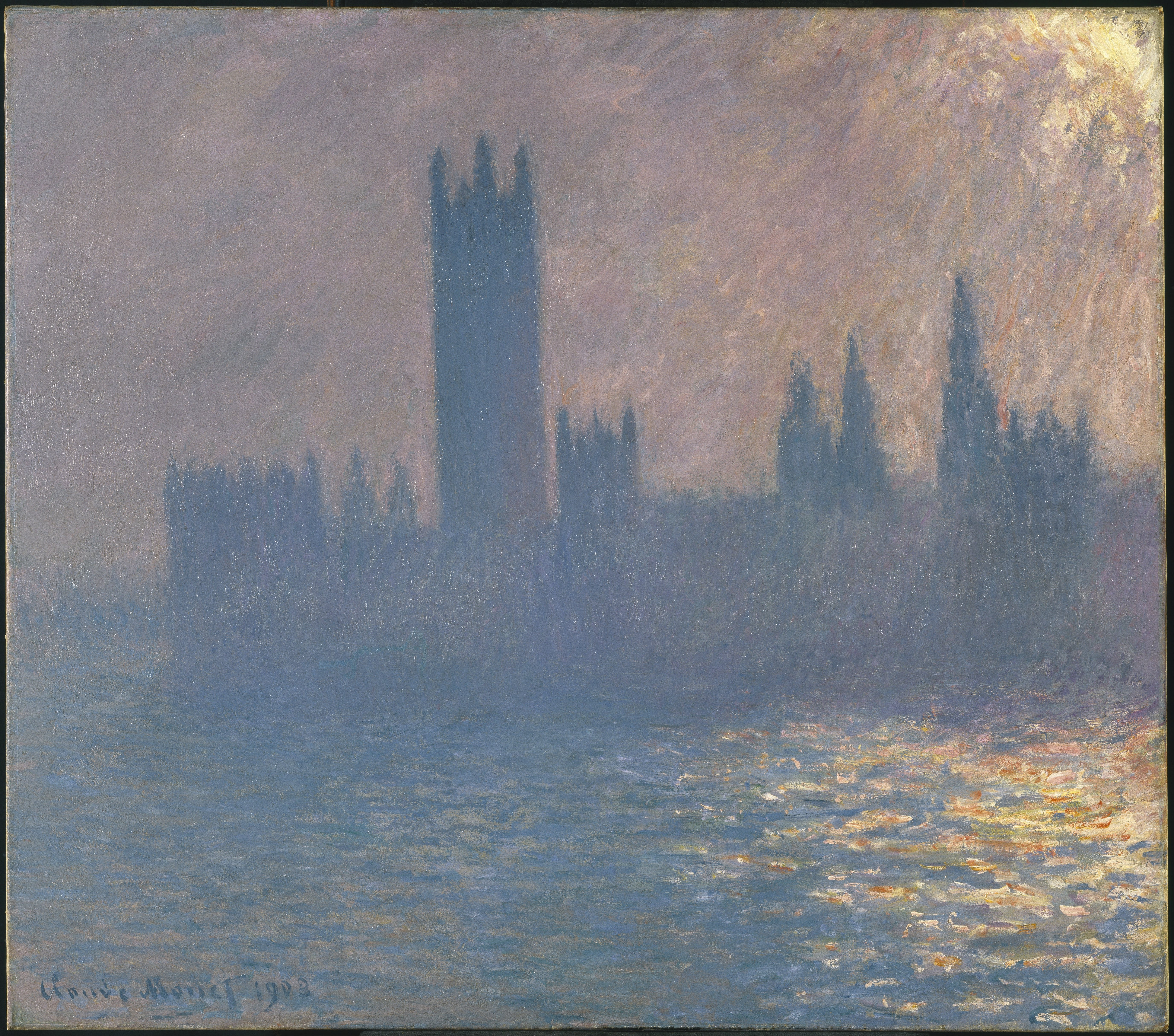
Claude Monet, Houses of Parliament Sunlight Effect (Le Parlement effet de soleil), 1903
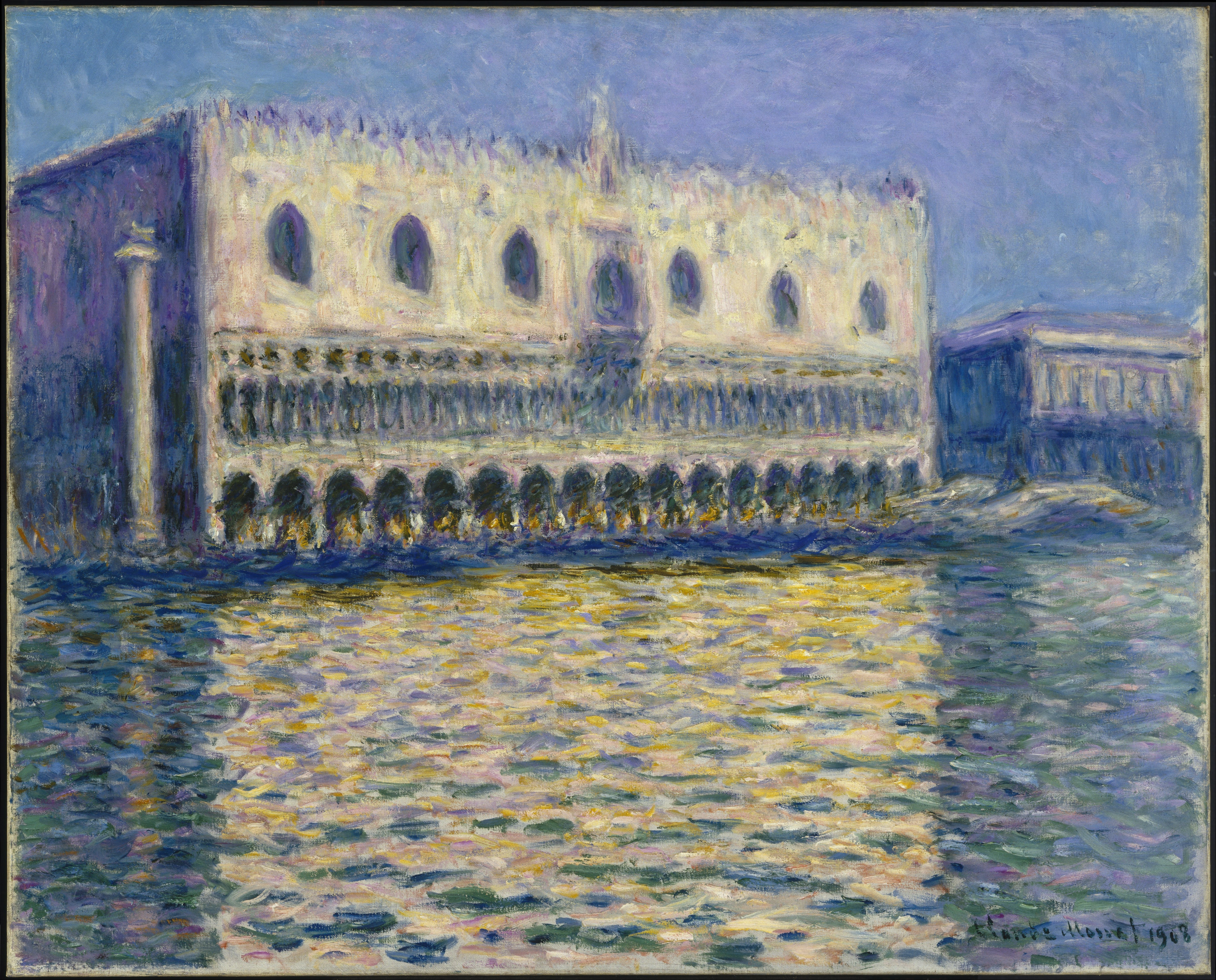
Claude Monet, The Doge's Palace (Le Palais ducal), 1908

### Sbírka fotografií

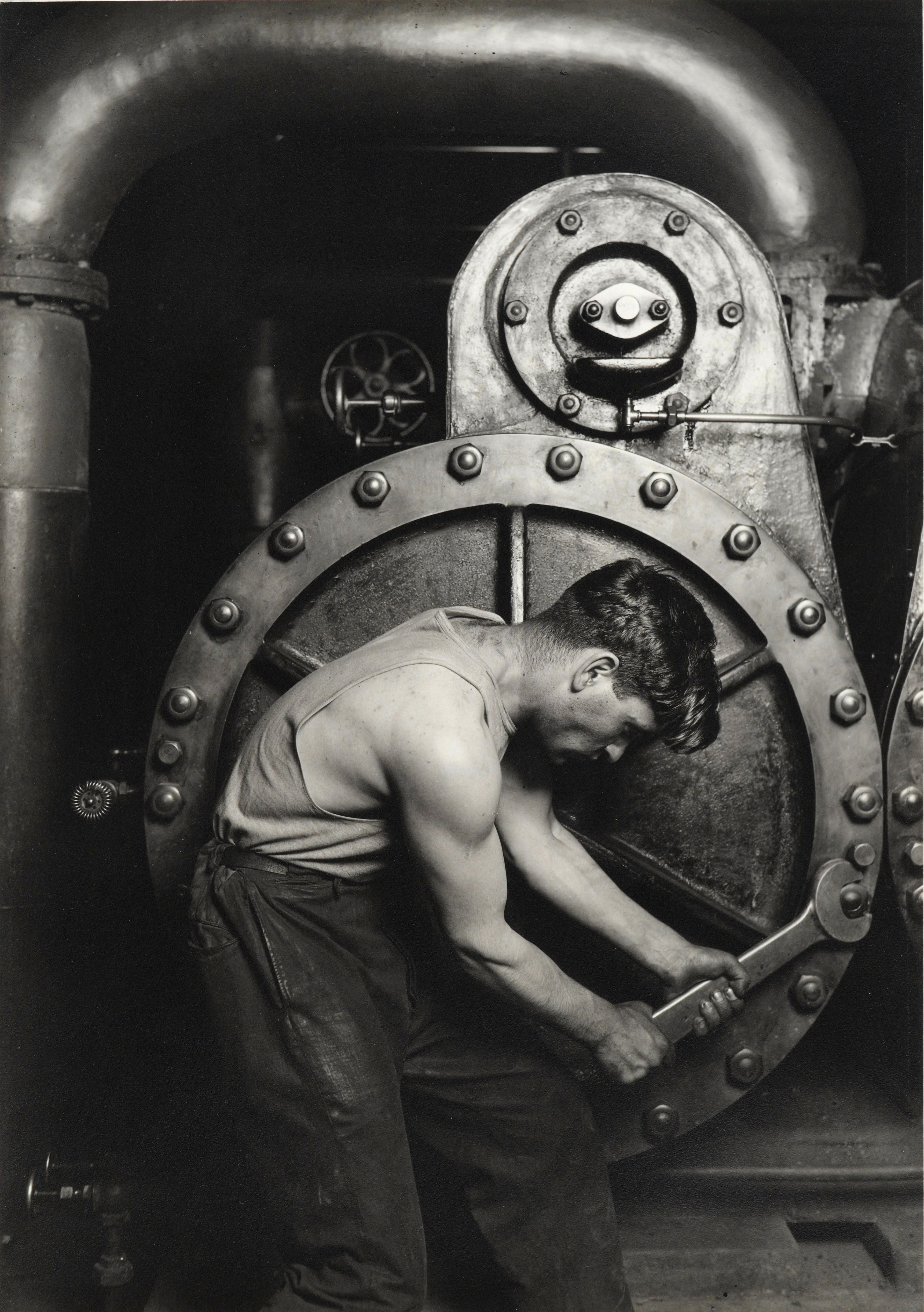
Power House Mechanic - Lewis Wickes Hine, mezi 1920 a 1921
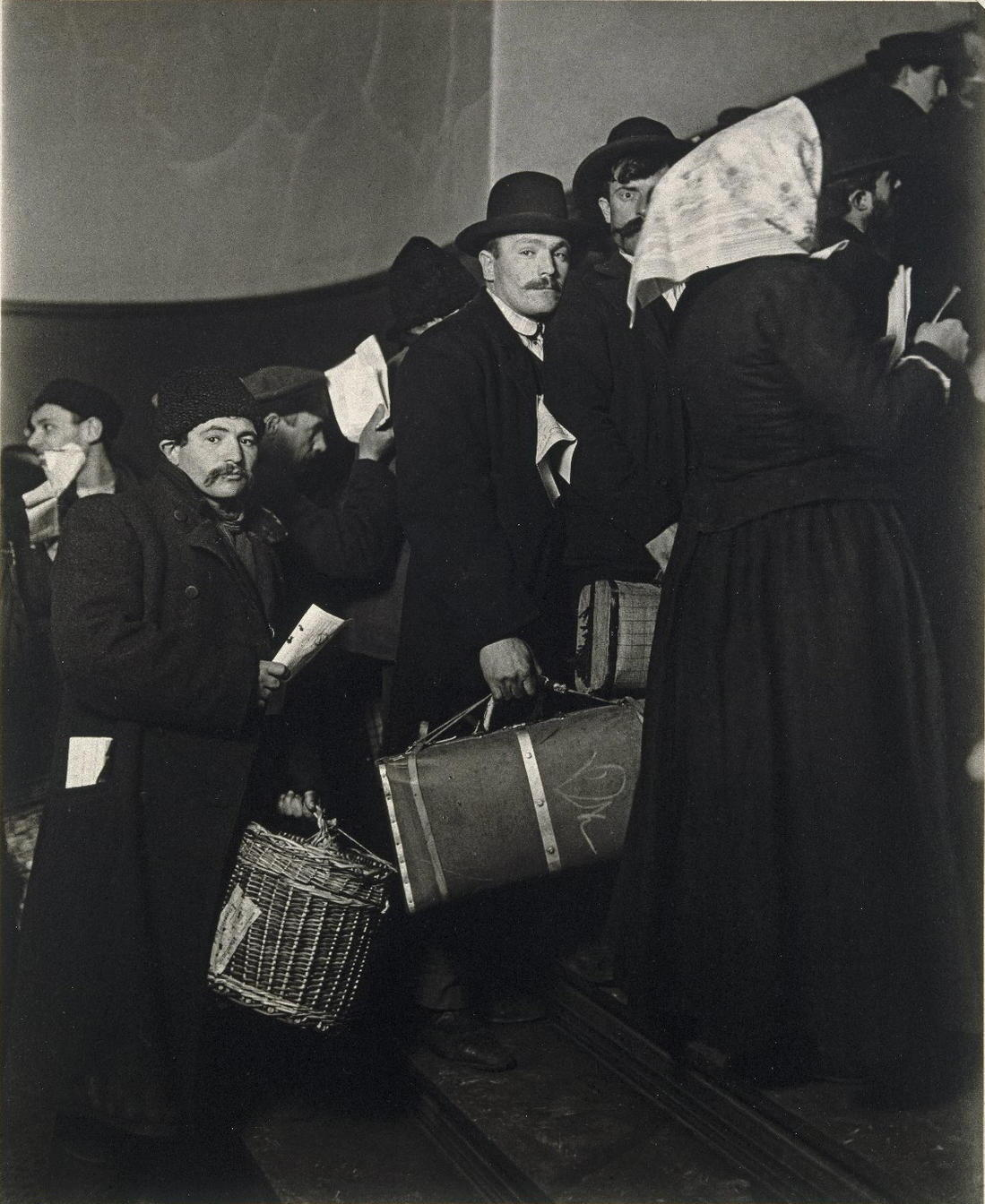
Lewis Wickes Hine: Climbing into the Promised Land Ellis Island
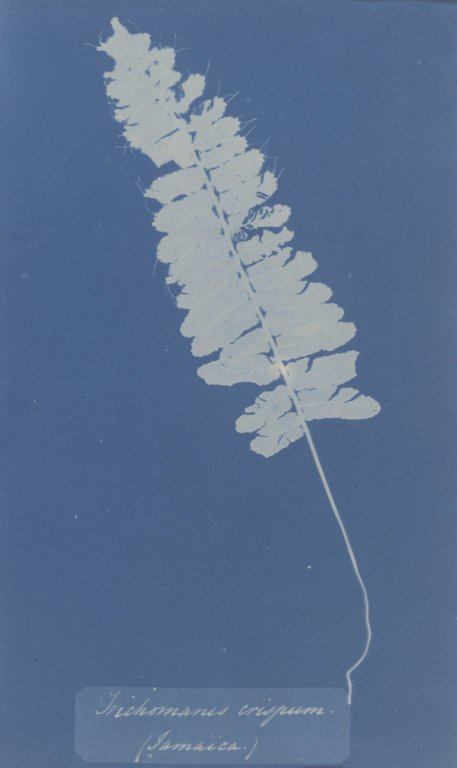
Trichomanes Crispum (Jamaica) - Anna Atkins, mezi 1848 a 1852
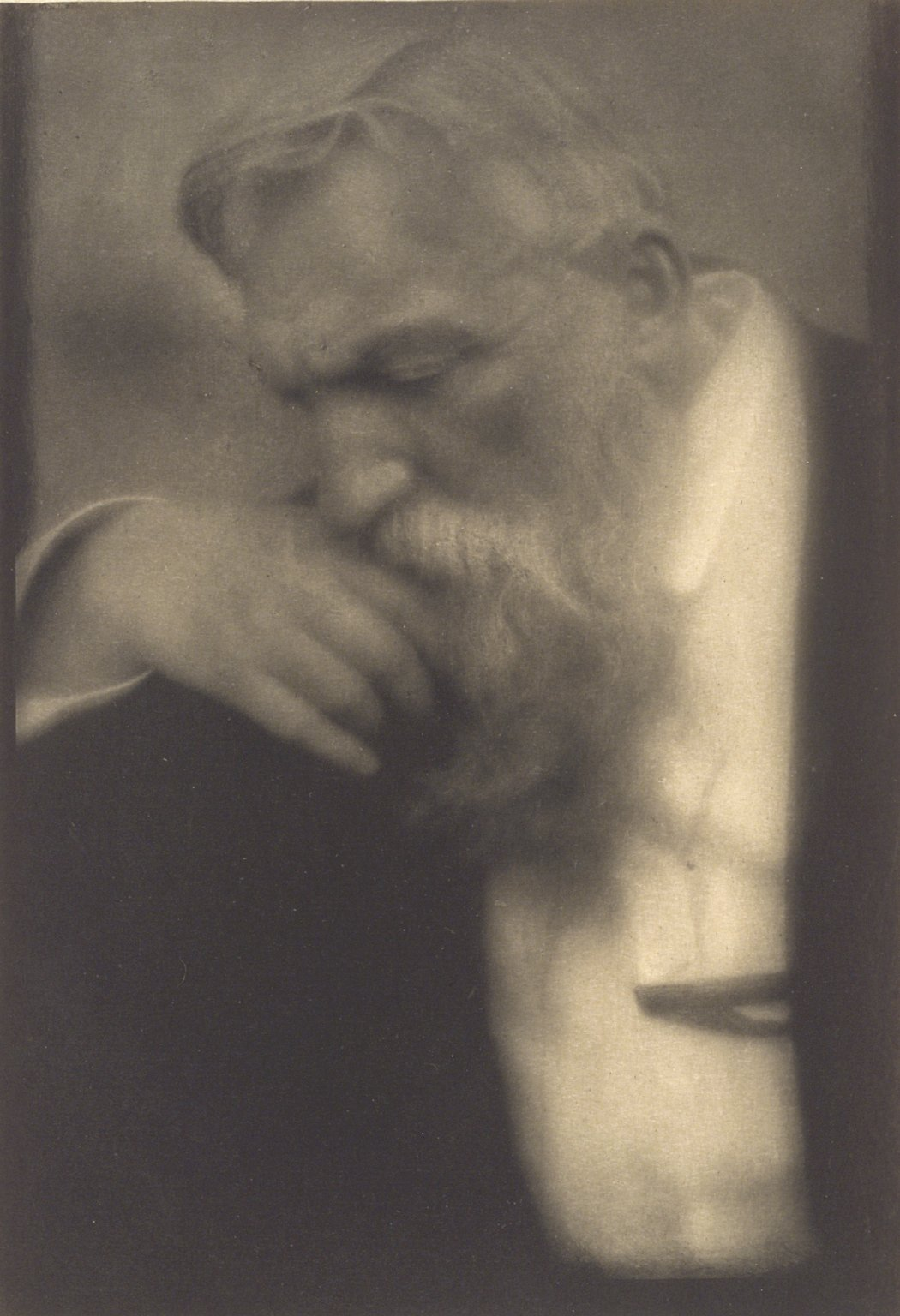
M. Auguste Rodin - Edward Steichen
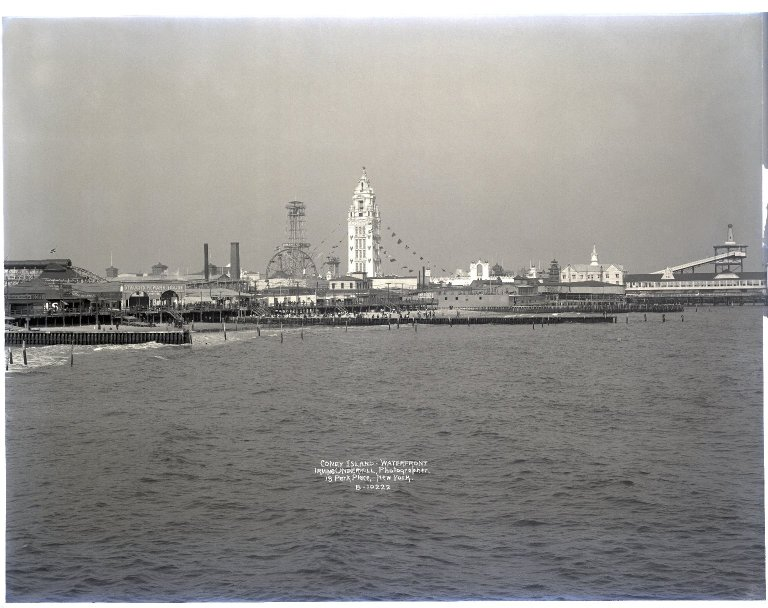
Coney Island Waterfront, cca 1906
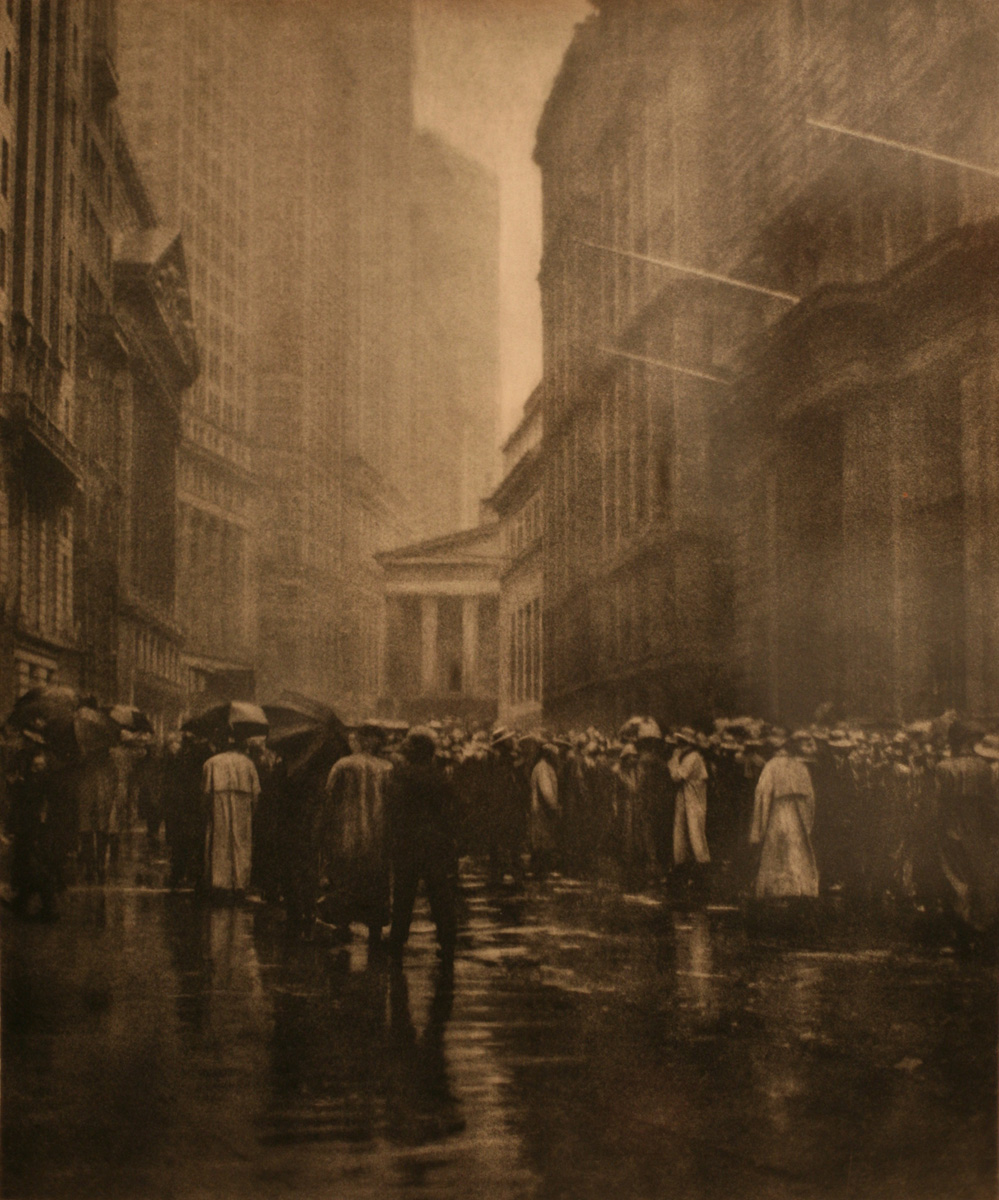
Joseph Petrocelli (Američan, zemřel 1928). The Curb Market - New York, 1920, bromolejotisk
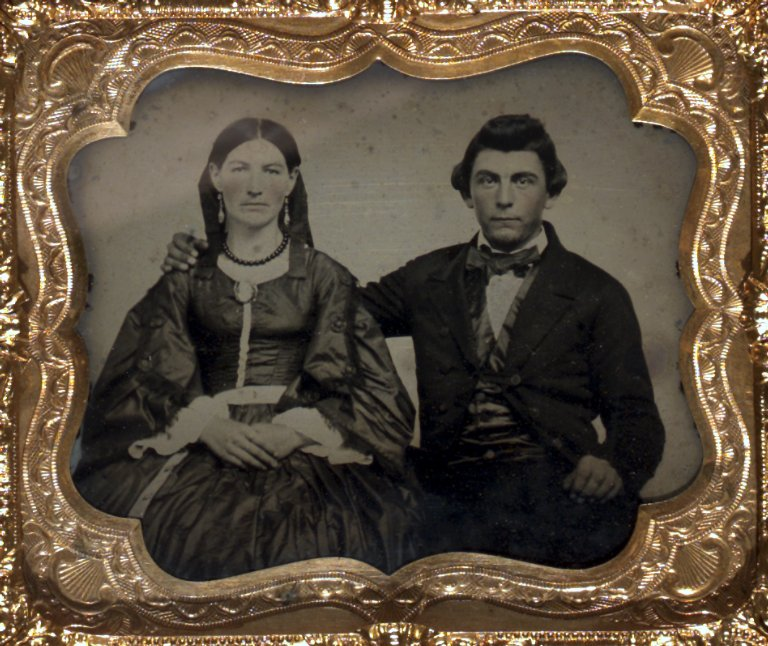
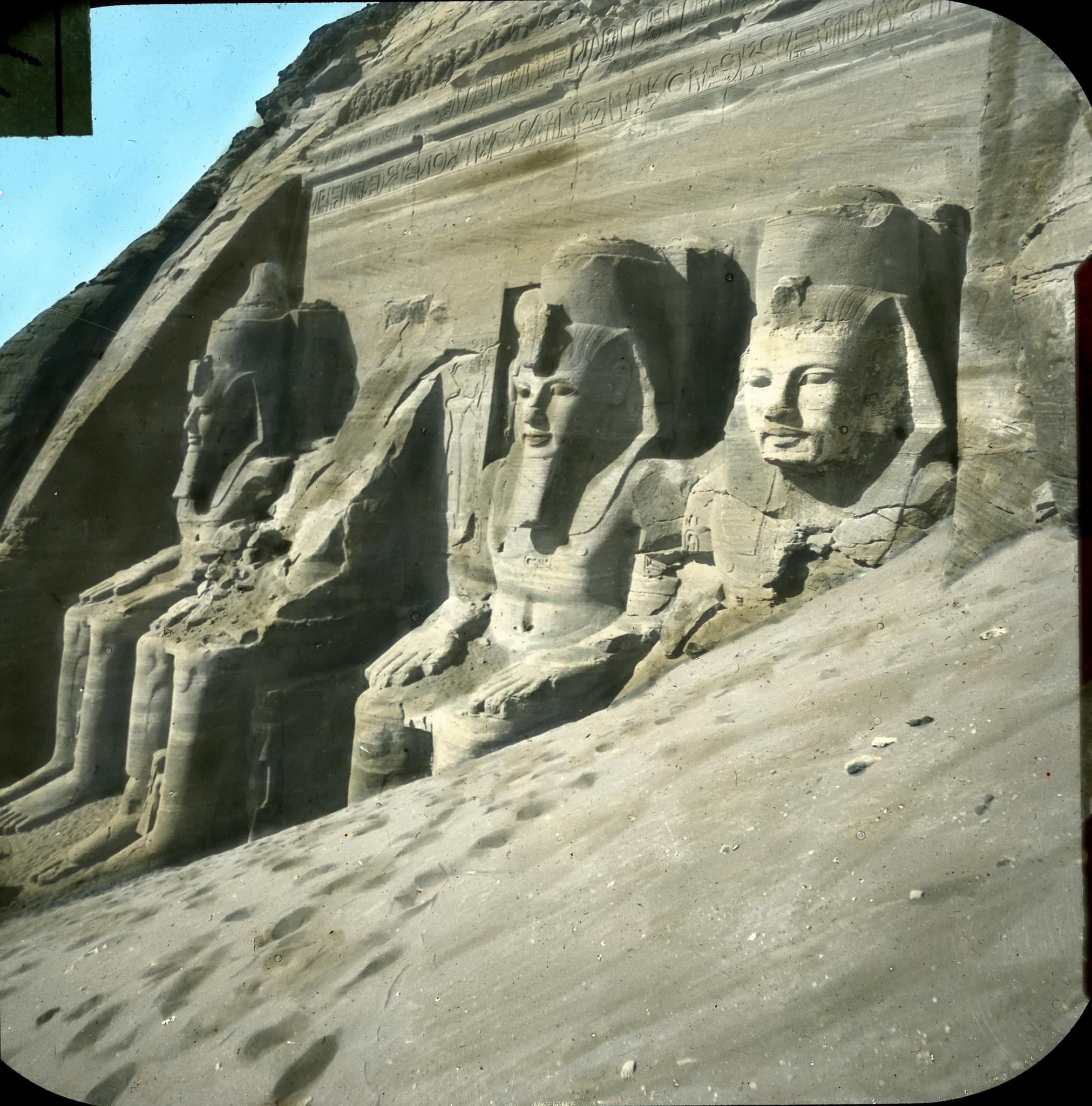
Abu Simbel